# Offuscateur
En informatique, un offuscateur est un utilitaire qui transforme le bytecode d'un programme en un bytecode aux fonctions équivalentes mais en rendant le code extrêmement difficile à comprendre s'il est décompilé.
Le but de cet outil est de protéger un programme d'attaques ou d'intrusions notamment dans le domaine de l'espionnage industriel. En contrepartie de la sécurité gagnée, le bytecode produit est souvent légèrement moins rapide à l'exécution.

## Techniques
Plusieurs techniques existent pour rendre plus difficile la décompilation du bytecode :
- optimisation du code en réordonnant les microinstructions
- changement de l'organisation de la mémoire, du nom des identifiants et ajouts de code parasite